# Виноградова, Надежда Анатольевна
Наде́жда Анато́льевна Виногра́дова (27 июля 1923, Таруса, Калужская губерния — 7 января 2012, Москва) — советский и российский искусствовед, востоковед-японист, синолог, кандидат искусствоведения, научная сотрудница НИИ теории и истории изобразительных искусств.

## Биография
Надежда Анатольевна Виноградова родилась 27 июля 1923 г. в г. Таруса Калужской области в семье Анатолия Корнелиевича Виноградова, писателя и директора Румянцевского музея. Мать, Елена Всеволодовна Козлова, была переводчиком с французского языка. Дед Корнелий Никитич Виноградов, учитель, был удостоен звания «Заслуженный учитель РСФСР». Отец поддерживал дружеские отношения с А. И. Цветаевой, К. Д. Бальмонтом, А. Н. Толстым, К. И. Чуковским.
В 1941 г. Н. А. Виноградова поступила на искусствоведческое отделение Института философии, литературы и истории. В военное время занятия проходили вечером, днем студенты работали над укреплением обороноспособности столицы. В 1942 г. институт объединили с МГУ. В университете её учителями были В. Н. Лазарев, А. А. Губер, Б. Р. Виппер, М. В. Алпатов, Б. В. Вейнмар, В. В. Павлов. В 1945 г. Н. А. Виноградова окончила филологический факультет МГУ и поступила в аспирантуру в ГМИИ им. А. С. Пушкина (1946—1949).
В 1949—1950 гг. работала над изданием Большой советской энциклопедии. С 1950 г. была научным сотрудником НИИ теории и истории изобразительных искусств АХ СССР.
В 1962 г. защитила кандидатскую диссертацию по монографии «Искусство древнего и средневекового Китая». С 1967 г. — старший научный сотрудник НИИ теории и истории изобразительных искусств АХ СССР.
В 1962 и 1969 гг. проходила стажировку в Японии. Неоднократно бывала в Китае. Являлась директором советских выставок в КНР в 1957 г. и в МНР в 1967 г..

## Награды и почетные звания
- Почетный профессор Шанхайского института искусства и технологии (1989)
- Заслуженный деятель искусств Российской Федерации (1992) - за заслуги в области искусства
- Орден Дружбы (1998)
- Почетный член Российской академии Художеств (2005)[1]

## Научная деятельность
Область научных интересов - искусство Китая и Японии.
В своих работах Н.А. Виноградова рассматривает различные аспекты китайской и японской культуры. В ранней работе "Цзян Чжао-Хэ" рассказывается о китайском художнике, авторе монументальной картины-свитка "Беженцы", написанной в условиях японской оккупации и спасенной патриотами.
В монографии "Искусство средневекового Китая" (1962) рассматривается изобразительное искусство минского Китая.
В книге "Скульптура Японии: III-XIV вв." (1981) впервые в советском искусствоведении прослеживается развитие японской скульптуры от истоков до расцвета в периоды Асука, Нара, Хэйан, Камакура. Автор подчеркивает, что памятники японской скульптуры были неразрывно связаны с архитектурой, живописью и окружающим природным ландшафтом.
В работе "Китайские сады" (2004) характеризуется ансамбль китайского сада, символический контекст парков, развитие садово-паркового искусства при династиях Мин и Цин, описывает сохранившиеся традиционные сады Китая.
В обобщающей работе "Китай, Корея, Япония: образ мира в искусстве" (2010) автор, характеризуя различные виды и жанры изобразительного искусства Дальнего Востока, пытается выявить своеобразие мировоззрения этих культур. Центральное место в искусстве стран Дальнего Востока в период раннего средневековья занимала скульптура, а позднее - живопись, этим видам искусства исследователь уделяет больше внимания. В работе раскрывается символика структуры мироздания в китайском искусстве, особенности стиля китайской традиционной живописи, символика в градостроительном деле (на примере Пекина), эстетика китайского сада, искусство Кореи, японская скульптура периода Асака и иконографический канон японской картины мира в виде мандалы.

## Основные работы
- Цзян Чжао-Хэ. М.: Советский художник, 1959. 21, [2] с.
- Искусство средневекового Китая. М.: Академия художеств СССР, 1962. 102 с.
- Китайская пейзажная живопись. М.: Изобразительное искусство, 1972. 160 с.
- Сюй Бэйхун. М.,1980.
- Скульптура Японии: III-XIV вв. М.: Изобразительное искусство, 1981. 239 с.
- Искусство Японии (альбом). М.: Изобразительное искусство, 1985.
- Искусство Китая (альбом). М.: Изобразительное искусство, 1988.
- Искусство древнего мира. М. : Дет. лит., 1989. 206,[1] с. (соавт. Н. А. Дмитриева)
- Пань Тяньшоу и традиции живописи гохуа. М., 1993.
- Искусство Китая от древности до Средневековья (энциклопедия для детей и юношества). М., 1996.
- Чайное действо. М., 1996.
- Сто лет искусства Китая и Японии. М.: НИИ ТИИИ РАХ, 1999. 252 с.
- Хиросигэ. М.: Белый город, 2004. 47 с.
- Китайские сады. М.: Арт Родник, 2004.
- Хокусай. М.: Белый город, 2005. 47 с.
- Цветы –птицы в живописи Китая. М., 2009.
- Скульптура старого Китая. Духовные знаки времени. М.: Театралис, 2010. 199 с.
- Китай, Корея, Япония. Образ мира в искусстве. М.: Прогресс-Традиция, 2010. 287 с.
- Горы-воды. Китайская пейзажная живопись. М., 2011.